# Miramiguoa Park (Misuri)
Miramiguoa Park es una villa ubicada en el condado de Franklin en el estado estadounidense de Misuri. En el Censo de 2010 tenía una población de 120 habitantes y una densidad poblacional de 120,34 personas por km².

## Geografía
Miramiguoa Park se encuentra ubicada en las coordenadas 38°14′20″N 91°4′7″O / 38.23889, -91.06861. Según la Oficina del Censo de los Estados Unidos, Miramiguoa Park tiene una superficie total de 1 km², de la cual 1 km² corresponden a tierra firme y (0%) 0 km² es agua.

## Demografía
Según el censo de 2010, había 120 personas residiendo en Miramiguoa Park. La densidad de población era de 120,34 hab./km². De los 120 habitantes, Miramiguoa Park estaba compuesto por el 98.33% blancos, el 0% eran afroamericanos, el 0% eran amerindios, el 0% eran asiáticos, el 0% eran isleños del Pacífico, el 0.83% eran de otras razas y el 0.83% pertenecían a dos o más razas. Del total de la población el 1.67% eran hispanos o latinos de cualquier raza.